# New Year's Day (film)
Pour plus de détails, voir Fiche technique et Distribution.
New Year's Day est un  film américain réalisé par Henry Jaglom et sorti en 1989.

## Fiche technique
- Titre : New Year's Day
- Réalisateur : Henry Jaglom
- Scénario : Henry Jaglom
- Photographie : Joey Forsyte
- Son : Judy Karp
- Production : International Rainbow - Jagfilm - The Rainbow Film Company
- Pays de production :  États-Unis
- Durée : 88 minutes
- Dates de sortie : 
  - Italie :  septembre 1989 (Mostra de Venise)[1]
  - Pays-Bas : 21 décembre 1990[2]

## Distribution
- Maggie Wheeler : Lucy
- Gwen Welles : Annie
- Melanie Winter : Winona
- Henry Jaglom : Drew
- David Duchovny : Billy
- Milos Forman : Lazlo
- Tracy Reiner : Marjorie

## Sélection
- Mostra de Venise 1989